# HuffPost
HuffPost (noto fino al 2016 come The Huffington Post) è un blog e aggregatore statunitense fondato nel 2005 da Arianna Huffington, Kenneth Lerer, Jonah Peretti e Andrew Breitbart, e in breve tempo diventato uno dei siti più seguiti del mondo, nel 2011 numero uno della classifica Technorati, che vanta una media di interventi pari a circa un milione al mese e tremila blogger permanenti reclutati tra personaggi politici e dell'informazione.
La versione in lingua italiana è una testata autonoma interamente di proprietà del gruppo GEDI.

## Caratteristiche
Per la scelta dei titoli degli articoli, il sito utilizza un sistema per il quale ne vengono visualizzate due diverse versioni contemporaneamente, e dopo qualche minuto di sperimentazione, il sistema sceglie quello che ha attirato più visitatori: un metodo definito «devilishly brilliant» ("diabolicamente brillante") dal Nieman Journalism Lab.
A partire dal 2008 sono state attivate versioni locali del sito, con HuffPost Chicago, HuffPost New York, HuffPost Denver e HuffPost Los Angeles. Tra le personalità che hanno firmato articoli per l'Huffington Post vi sono Barack Obama, Hillary Clinton, Michael Moore, Madonna, Larry David, Nora Ephron e Nancy Pelosi.

## Successo e localizzazioni
Nel dicembre 2009 il Los Angeles Times ha analizzato il successo del sito, che è arrivato a 9 milioni di visitatori unici al mese, un incremento del 27% rispetto all'anno precedente, gli introiti pubblicitari del 2009 si attesterebbero tra i 12 e i 16 milioni di dollari, mentre i dipendenti, oltre ai 3 000 blogger volontari, sono passati da 49 a 89.

### Nel mondo
Dopo il successo riscontrato negli USA l'Huffington Post si espande al di fuori dei confini statunitensi aprendo edizioni localizzate in Canada (maggio 2011, in francese e inglese), Gran Bretagna (luglio 2011), Francia (gennaio 2012), Spagna (giugno 2012), Italia (settembre 2012), Giappone (maggio 2013), Maghreb (giugno 2013, in lingua francese, per Tunisia, Marocco e Algeria), Germania (ottobre 2013), Brasile (gennaio 2014) e Corea del Sud (febbraio 2014) È prevista una localizzazione anche per l'India.

### In Italia
HuffPost in Italia è stata inizialmente l'edizione nazionale dell'HuffPost, lanciata il 25 settembre 2012 in collaborazione tra l'Huffington Post Mediagroup e l'ex Gruppo Editoriale L'Espresso, oggi gruppo editoriale GEDI. Dal 2020 il gruppo Gedi ne acquisisce l'intera proprietà.

## Riconoscimenti
Il sito ha ricevuto i Webby Award 2006 e 2008 come miglior blog di politica, ed è stato classificato come blog più potente nel mondo dall'Observer nel 2008, e nominato secondo nella classifica dei 25 migliori blog del 2009 dal Time.
La cofondatrice Arianna Huffington è, secondo Forbes, la dodicesima donna più influente nei media del 2009, mentre è 42ª secondo il Guardian. Il blogger dell'Huffington Bennett Kelley è stato insignito del Los Angeles Press Club's 2007 Southern California Journalism Award for Online Commentary.

## Blogger celebri dell'edizione statunitense
- Alec Baldwin
- Bruce Cohen
- John Conyers
- Richard Dawkins
- Alan Dershowitz
- Gary Hart
- Jesse Jackson
- Alicia Keys
- Yōko Ono
- Robert Reich
- Yoani Sánchez
- Bernie Sanders
- Al Sharpton
- Harry Shearer
- Anne Sinclair
- Sigourney Weaver
- Bradley Whitford

## Critiche
Nel mese di aprile 2011 Huffington Post è stato citato in giudizio per milioni di dollari di danni presso la corte di giustizia statunitense, distretto di New York, da parte di migliaia di blogger non retribuiti per i loro contributi.